# Nationaal Archief van Aruba
Nationaal Archief van Aruba (Papiaments:Archivo Nacional Aruba) is het nationaal archief van Aruba. Er ligt ruim 200 jaar geschiedenis van Aruba opgeslagen in meer dan 15 kilometer documenten, in meer dan 1250 audio-visuele banden en in meer dan 100.000 foto's. Het oudste document dateert uit 1816 en is het Rekwestenboek van Commandeur Lodewijk Christoph Boyé.

## Geschiedenis
Archivo Nacional Aruba (ANA) werd in zijn huidige vorm in augustus 1994 opgericht als departement onder het ministerie van Algemene Zaken en heette tot 2005 Nationaal Historisch Archief (NHA). In de periode 1990-1994 was het NHA reeds actief als afdeling van het Bureau Interne Diensten. ANA is belast is met het bewaren, verzorgen en conserveren van  archieven met een historische waarde voor Aruba of die beschouwd kunnen worden als ‘nationale geheugen en cultureel erfgoed’. 

## Collecties
De collecties bestaan uit authentiek en origineel materiaal, zoals documenten, foto's, audio-visueel en digitaal materiaal. Onder de openbare archieven vallen het koloniaal archief van de Commandeurs en Gezaghebbers van Aruba (1816-1939), de archieven van de dienst openbare werken (1939-1957), gezondheidsdienst (1918-1985) en het bestuurscollege (1951-1961). De particuliere collecties betreffen de archieven van de protestantse gemeente Aruba (1822-2008), Segundo (Boy) Ecury (1922-1944), Milio Croes (1917-2003) en van de carnavalsgroep Bankanaden (1979-1982). Naast toegang tot de collecties kan het publiek gebruik maken van diensten voor genealogisch onderzoek, de studieruimte, het documentatie- en informatiecentrum en de bibliotheek.